# Itsasondo
Itsasondo (spanisch Isasondo) ist eine Gemeinde (Municipio) in der Provinz Gipuzkoa im spanischen Baskenland. Sie hat 670 Einwohner (Stand: 2024). 

## Geografie
Itsasondo liegt etwa 50 Kilometer ostsüdöstlich von Bilbao und 30 Kilometer südsüdwestlich von der Provinzhauptstadt Donostia-San Sebastián in einer Höhe von ca. 160 m.

## Bevölkerungsentwicklung
| 1900 | 1950 | 1970 | 1981 | 1991 | 2001 | 2011 | 2021 |
| ---- | ---- | ---- | ---- | ---- | ---- | ---- | ---- |
| 525  | 781  | 1099 | 832  | 640  | 581  | 663  | 658  |

## Sehenswürdigkeiten

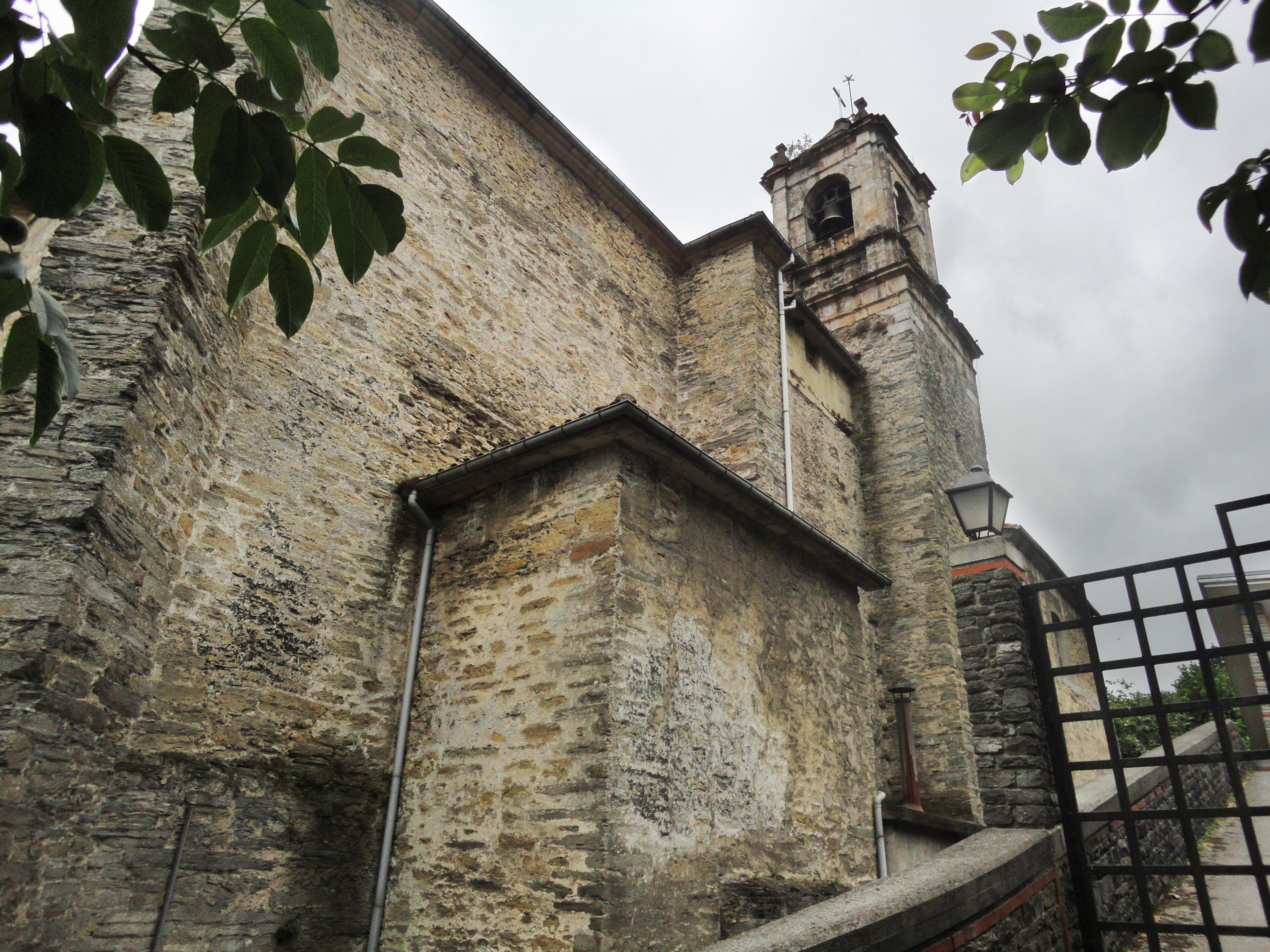
Kirche Mariä Himmelfahrt
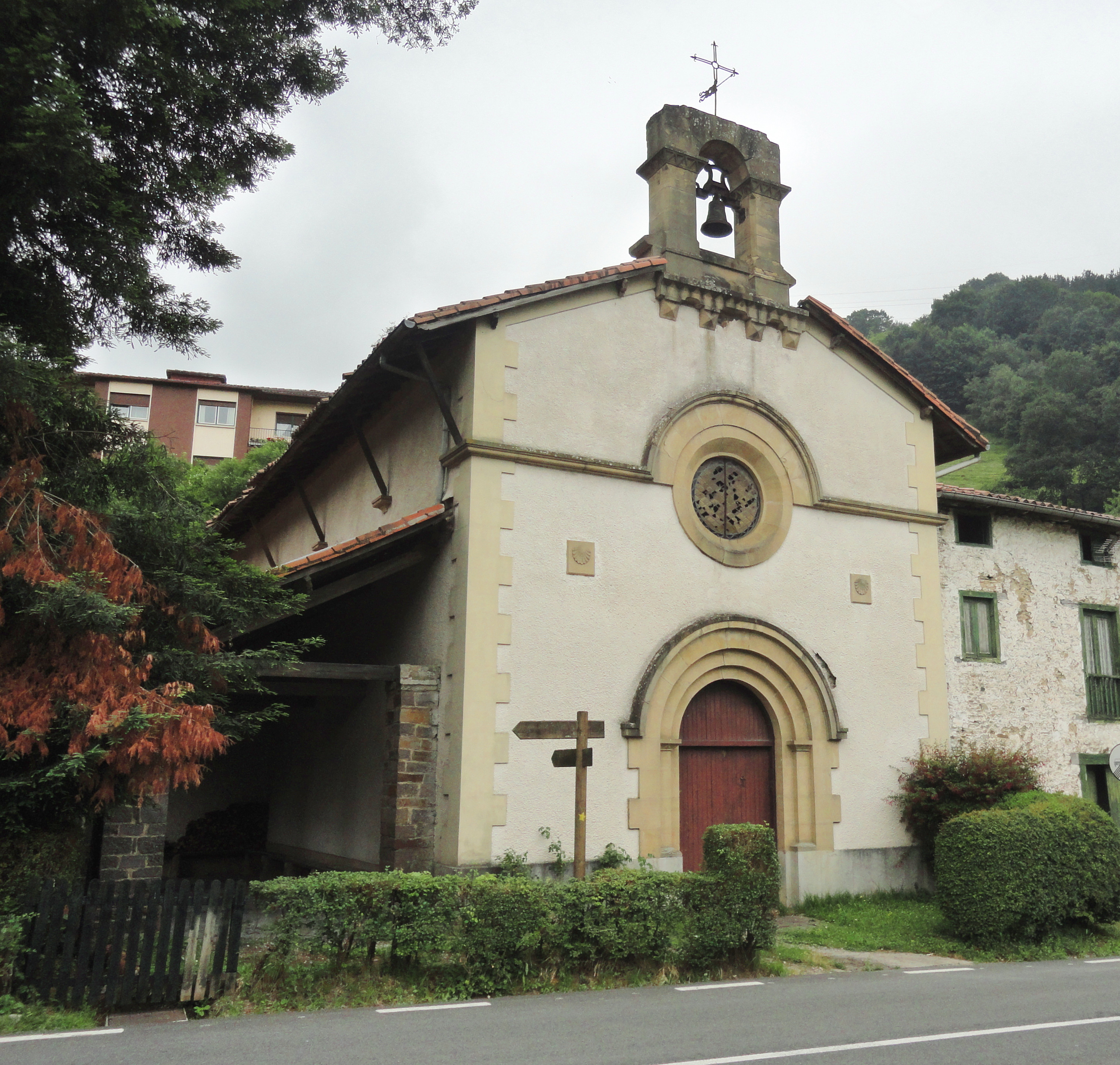
Johanniskapelle
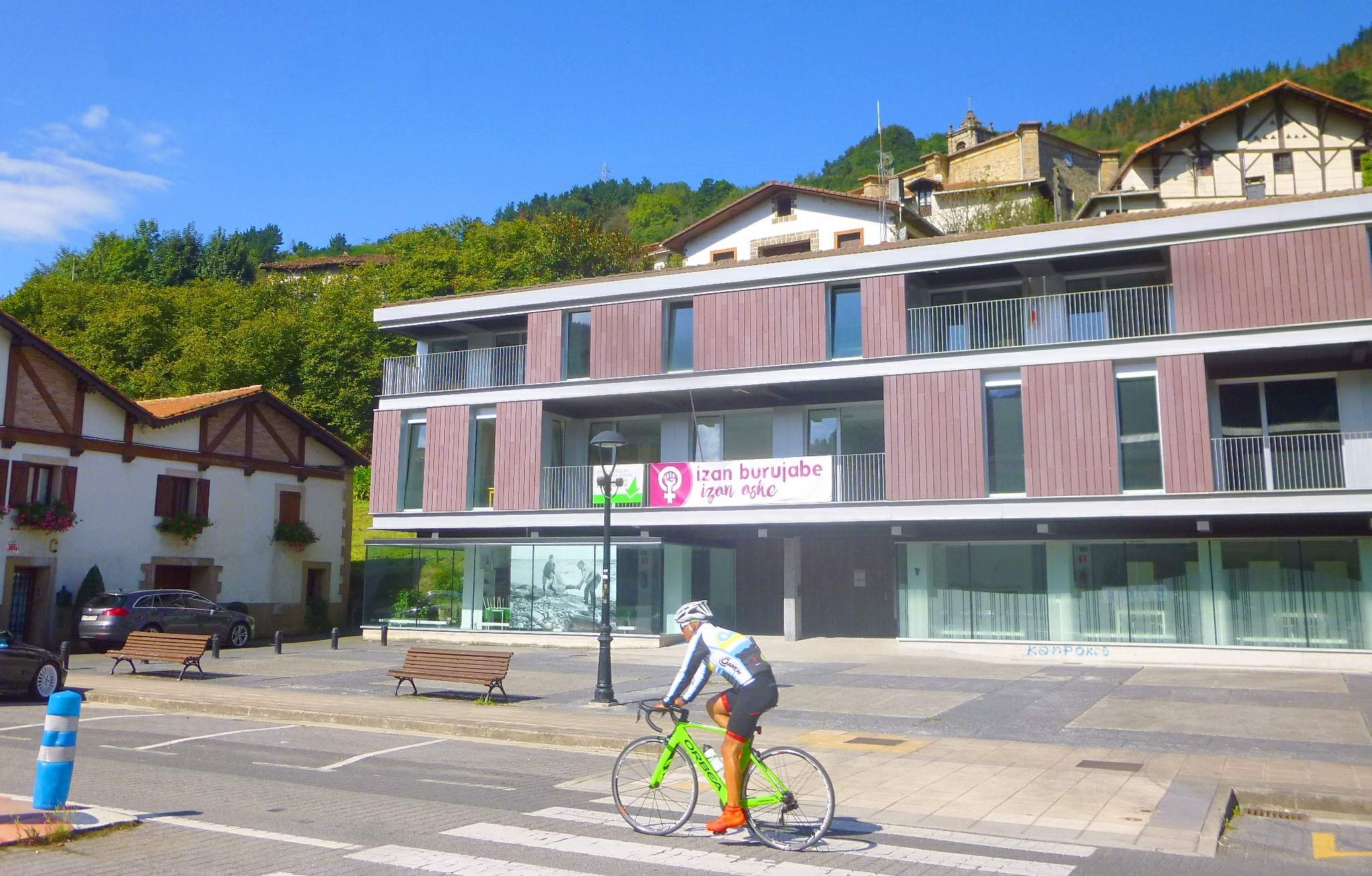
Rathaus

- Kirche Mariä Himmelfahrt
- Johanniskapelle
- Rathaus

## Persönlichkeiten
- Jokin Mújika (* 1962), Radrennfahrer
- Aitor Garmendia (* 1968), Radrennfahrer
- Mikel Gaztañaga (* 1979), Radrennfahrer